# Gimnàstica als Jocs Olímpics d'estiu de 1920 - concurs complet individual
El concurs complet individual va ser una de les quatre proves de gimnàstica artística que es van disputar als Jocs Olímpics d'Anvers de 1920. La prova tingué lloc el 26 d'agost de 1920 i hi van prendre part 25 gimnastes de 7 nacions diferents. La competició es va celebrar a l'Estadi Olímpic d'Anvers.

## Medallistes
| Or                    | Plata              | Bronze            |
| Giorgio Zampori (ITA) | Marco Torrès (FRA) | Jean Gounot (FRA) |

## Format de la competició
Els equips estaven formats per entre 16 i 24 gimnastes que realitzaen els exercicis de manera simultània. Es podia aconseguir un màxim de 404 punts.
- Un exercici lliure de terra
- Un exercici lliure i un d'obligatori a la barra fixa
- Un exercici lliure i un d'obligatori a les barres paral·leles
- Un exercici lliure i un d'obligatori a les anelles
- Un exercici lliure al cavall amb arcs

Cada exercici es puntua de 0 a 10 punts. A més, se'ls atorgaren 2 punts per cada exercici que un gimnasta completava. La puntuació màxima era de 96 punts.

## Classificació final
| Pos.   | Gimnasta             | Nació        | Punts |
| ------ | -------------------- | ------------ | ----- |
| Or     | Giorgio Zampori      | Itàlia       | 88,35 |
| Plata  | Marco Torrès         | França       | 87,62 |
| Bronze | Jean Gounot          | França       | 87,45 |
| 4      | Félicien Kempeneers  | Bèlgica      | 86,25 |
| 5      | Georges Thurnherr    | França       | 86,00 |
| 6      | Laurent Grech        | França       | 85,65 |
| 7      | Luigi Maiocco        | Itàlia       | 85,38 |
| 8      | Luigi Costigliolo    | Itàlia       | 84,90 |
| 9      | Julianus Wagemans    | Bèlgica      | 83,58 |
| 10     | Frank Kriz           | Estats Units | 83,10 |
| 11     | François Gibens      | Bèlgica      | 83,08 |
| 12     | Michel Porasso       | Mònaco       | 81,40 |
| 13     | Louis-Charles Marty  | França       | 81,15 |
| 14     | Petter Hol           | Noruega      | 80,75 |
| 15     | François Walker      | França       | 80,55 |
| 16     | Angelo Zorzi         | Itàlia       | 80,51 |
| 17     | François Verboven    | Bèlgica      | 80,42 |
| 18     | Vittorio Lucchetti   | Itàlia       | 80,12 |
| 19     | Charles Lannie       | Bèlgica      | 78,95 |
| 20     | Paul Krempel         | Estats Units | 78,00 |
| 21     | Bjørne Jorgensen     | Estats Units | 76,71 |
| 22     | Joseph Crovetto      | Mònaco       | 74,10 |
| 23     | John Mais            | Estats Units | 74,10 |
| 24     | Kabil Mahmoud        | Egipte       | 63,30 |
| 25     | Ahmed Amin Tabouzada | Egipte       | 51,85 |